# Rue Sainte-Anne (Lille)
Pour les articles homonymes, voir Rue Sainte-Anne.
La rue Sainte-Anne  est une rue de Lille, dans le Nord, en France. Elle dessert le quartier de Lille-Centre.

## Situation et accès
Située dans le quartier de Lille-Centre, dans l'ancienne paroisse Saint-Maurice, la rue Sainte-Anne commence rue du Molinel, et se termine sur le Parvis Saint-Maurice et la rue du Priez.
Elle est desservie par la station Gare Lille-Flandres une station de métro française du métro de Lille. Inaugurée le 25 avril 1983 pour accueillir la première ligne de métro dans le quartier de Lille, Lille-Centre, elle accueille depuis le 3 avril 1989 la seconde ligne.

## Origine du nom
La rue connue sous ce nom depuis l'origine honore Sainte-Anne. Elle ainsi est nommée car était dans l'axe d'une chapelle Sainte-Anne de l'église Saint-Maurice

## Historique
La rue date du Moyen-Âge, probablement du noyau primitif de  Fins mentionné dans la charte de dotation de la collégiale Saint-Pierre de 1066, puis à l'intérieur de  l'espace de l'enceinte du XIIIe siècle englobant les paroisses Saint-Maurice et Saint-Sauveur.
C'était une voie très étroite élargie à 8 mètres après 1874.
Une grande partie des bâtiments bordant la rue ont été détruits par les bombardements du siège de 1914 puis reconstruits dans l'entre-deux-guerres.
Quelques-uns ont été épargnés.

## Bâtiments remarquables et lieux de mémoire
La rue débouche sur un bâtiment protégé au titre des monuments historiques.
- L'église Saint-Maurice[2]
- Les maisons des numéros 2 à 20 de la fin du XVIIe siècle de style classique lillois épargnées par les bombardements de 1914.
- A proximité de la gare de Lille-Flandres